# Mino Reitano
Mino Reitano, né Beniamino Reitano , né  à San Pietro di Fiumara dans la province de Reggio de Calabre le 7 décembre 1944 – mort à Agrate Brianza le 27 janvier 2009 est un auteur-compositeur-interprète et acteur italien.

## Biographie
Mino Reitano est né à Fiumara, un petit village près de Reggio de Calabre. Il a étudié au Conservatoire de Reggio pendant huit ans, apprenant le piano, la trompette et le violon. Dès son plus jeune âge, il s'installe avec ses frères en Allemagne, où il joue avec ses frères dans une bande. Après avoir participé au Festival de Castrocaro, le label italien Dischi Ricordi lui offre un contrat, et en 1967, il participe pour la première fois au Festival de Sanremo.
En 1968, il obtient son premier grand succès Avevo un cuore (che ti amava tanto).
Mino Reitano est mort en 2009 à Agrate Brianza le 27 janvier 2009 d'un cancer intestinal, après une longue période de maladie,.

## Discographie

### 33 tours
- 1969 - Mino canta Reitano (Ariston Records, AR 10031)
- 1971 - L'uomo e la valigia (Durium, ms AI 77266)
- 1972 - Ti amo tanto tanto (Durium, ms AI 77296)
- 1973 - Partito per amore (Durium, ms AI 77322)
- 1974 - Tutto Mino (Durium, ms AI 77338)
- 1975 - Dedicato a Frank (Durium, ms AI 77361)
- 1976 - Omaggio alla mia terra (Durium, ms AI 77376)
- 1976 - I miei successi (Ariston Records)
- 1976 - Sogno d'amore (Durium, ms AI 77388)
- 1980 - Ok mister (Mister, MRL 1001)
- 1980 - Le più belle canzoni per bambini (Mister, SM 702)
- 1981 - Omaggio a Napoli (Mister, MRL 1002)
- 1985 - Isole d'amore (Five Record, FM 13542)
- 1986 - I cantautori (Five Record, FM 13564)
- 1987 - Questo uomo ti ama (Five Record)
- 1990 - Vorrei (Mino Reitano)|Vorrei (Fonit Cetra)
- 1992 - Ma ti sei chiesto mai (Fonit Cetra, MFLP 020)

### CD
- 1991 - Mino Reitano Story (Air Plane, APCD 2002)
- 1994 - Canne al vento (album) (BMG)
- 1996 - Il meglio - Dal vivo (DV More Record, DV 2027)
- 1999 - Musica tua - i Grandi Successi
- 2000 - Flashback - i Grandi successi originali
- 2002 - La mia canzone...le mie canzoni (Cassiopea Music, CAS 507630 2)
- 2004 - Il meglio - Dal vivo (DV More Record, DV 6744)

### 45 tours
- 1961 - Tu sei la luce/Non sei un angelo
- 1963 - Robertina Twist/Nun te ne andà (Euterpe, C. P. 103; Beniamino con il complesso Franco Reitano & His Brothers)
- 1963 - Twist Time/Silvanetta (Euterpe, C. P. 104; Beniamino con il complesso Franco Reitano & His Brothers)
- 1964 - Der Großmogul Von Istanbul/Du Bist Groß Bei Mir Im Kommen (Telefunken, U 55797; Allemagne)
- 1966 - La fine di tutto/Il nostro tempo (Dischi Ricordi, SRL 10.441)
- 1967 - Non prego per me/Io farò la mia parte (Dischi Ricordi, SRL 10.448)
- 1967 - Hai già sofferto tanto/Quando cerco una donna (Dischi Ricordi, SRL 10.457)
- 1967 - Avevo un cuore (che ti amava tanto)/Liverpool addio (Ariston Records, AR 0231)
- 1968 - Una chitarra, cento illusioni/Per un uomo solo (Ariston Records, AR 0281)
- 1969 - Daradan/Ho giocato a fare il povero (Ariston Records, AR 0310)
- 1969 - Meglio una sera (piangere da solo)/Non aver nessuno da aspettare (Ariston Records, AR 0311)
- 1969 - Gente di Fiumara/Fantasma biondo (Ariston Records, AR 0328)
- 1970 - 100 colpi alla tua porta/Questa voce non è mia (Ariston Records, AR 0355)
- 1970 - Ricordo il profumo dell'erba/Questo amore (Ariston Records, AR 0373)
- 1970 - La pura verità/Bocca rossa (Durium, Ld A 7700)
- 1971 - L'uomo e la valigia/Ma perché... (Durium, Ld A 7705)
- 1971 - Una ferita in fondo al cuore/La pura verità (Durium, Ld A 7710)
- 1971 - La leggenda di Tara Poki / E sì ... vado avanti così (Durium, Ld A 7717)
- 1971 - Era il tempo delle more/Nella mia mente la tempesta (Durium, Ld A 7720)
- 1971 - Apri le tue braccia e abbraccia il mondo/Lasciala stare (Durium, Ld A 7740)
- 1972 - Ciao vita mia/Il mio silenzio (Durium, Ld A 7744)
- 1972 - Stasera non si ride e non si balla/Un giorno importante (Durium, Ld A 7755)
- 1972 - L'amore è un aquilone/Era un giorno qualunque (Durium, Ld A 7775)
- 1972 - Calabria mia/Micu sarabanda (Durium, Ld A 7778)
- 1972 - Cuore pellegrino/Cavaliere (Durium, Ld A 7793)
- 1973 - Tre parole al vento/Io lavoro ogni giorno (Durium, Ld A 7807)
- 1973 - L'abitudine/La nasconderei (Durium, Ld A 7823)
- 1973 - Se tu sapessi amore mio/Io sto con te, tu stai con me (Durium, Ld A 7836)
- 1974 - Innamorati/Vangelo 2000 (Durium, Ld A 7840)
- 1974 - Amore a viso aperto/Luci bianche luci blu (Durium, Ld A 7844)
- 1974 - L'amore ha detto addio/My compare (Durium, Ld A 7869)
- 1974 - Dolce angelo/Key (Durium, Ld A 7873)
- 1974 - Insieme noi/Tu mi manchi (Durium, Ld A 7874)
- 1975 - ...E se ti voglio/Per una sigaretta (Durium, Ld A 7881)
- 1975 - Terre lontane/Profumi d'amore (Durium, Ld A 7892)
- 1976 - Quelli che si amano/Che sentimento (Durium, Ld A 7915)
- 1976 - Quelli che si amano/Un'auto che va (Durium, Ld A 7916)
- 1976 - Sogno/Tu, dolcemente (Durium, Ld A 7946)
- 1977 - Innocente tu/Ora c'è Patrizia (Durium, Ld A 7975)
- 1978 - Vivere insieme/Cerco amore (Eleven, EL 70)
- 1978 - Keko il tricheco/Va il cow-boy (Eleven, EL 77)
- 1979 - Piccola donna/I tuoi silenzi (Eleven, EL 85)
- 1979 - Batticuore/Piccola donna (Eleven, EL 88)
- 1980 - Fammi volare/Che sentimento (Mister, ML 01/80)
- 1981 - Lettera a Pinocchio/Flauto dolce (Mister)
- 1981 - Io ti amerò/Che bella sera (Mister, MR A 101)
- 1981 - Alè Reggina/Un'ora per voi (Mister)
- 1981 - Bronzi di Riace/Una storia da scordare (Mister)
- 1982 - Ti amo davvero/Amore mio (Mister, MR A 118)
- 1983 - Innamorarsi è stato facile/Elisa (Mister)
- 1984 - Storia d'amore per due/M'innamoro un po (Five Record, FM 13048)
- 1984 - È lunedì/Key (Kicco, k63002)
- 1985 - Eloise (Five Record)
- 1988 - Italia/Italia (instrumental) (Yep, YNP 995)
- 1990 - Vorrei/Vivere (Fonit Cetra)

### Compilation
- 1966 - Sanremo '66 (Dischi Ricordi, MRL 6050; Mino Reitano interpreta Mai mai mai Valentina, présentation Giorgio Gaber et Pat Boone).
- 1974 - Piccola storia della canzone italiana (RAI – Radiotelevisione Italiana, trasmission Silvio Gigli; Mino Reitano chante Non ti scordar di me).
- 1996 - Festival della canzone regina (RTI Music, trasmission Canale 5 presentée Lorella Cuccarini; Mino Reitano chante Questo piccolo grande amore de Claudio Baglioni et Perdere l'amore de Massimo Ranieri).

## Filmographie
- 1971 - Tara Pokì, réalisation Amasi Damiani : Mico Sarrabanda
- 1973 - Una vita lunga un giorno, réalisation Ferdinando Baldi
- 1975 - Povero Cristo, réalisation Pier Carpi
- 1977 - L'Italia in pigiama, réalisation Guido Guerrasio
- 1979 - Lady Football, réalisation Italo Martinenghi
- 1996 - Sono pazzo di Iris Blond, réalisation Carlo Verdone
- 1999 - L'ultimo mundial, réalisation Antonella Ponziani et Tonino Zangardi.